# Burián László (jogász)
Burián László Imre (Budapest, 1954. augusztus 17. –) magyar nemzetközi jogász, egyetemi tanár. Az állam- és jogtudományok kandidátusa (1989).

## Életpályája
1977-ben végzett az Eötvös Loránd Tudományegyetem Jogtudományi Karán. 1983–1988 között a Nehézipari Műszaki Egyetem Civilisztikai Tudományos Intézetének tanársegéde és adjunktusa volt. 1988 óta az Eötvös Loránd Tudományegyetem Jogtudományi Kar nemzetközi magánjogi tanszékén adjunktus, docens, tanszékvezető. 1991 óta a Magyar Jog szerkesztője. 1997–2000 között a Széchenyi István Egyetemen és a Károli Gáspár Református Egyetemen is tanított. 1998-ban habilitált. 1998-tól a Pázmány Péter Katolikus Egyetem Jog- és Államtudományi Karán dolgozik Bánrévy Gábor jogász meghívására. 1999 óta egyetemi tanár. 2001 óta a Nemzetközi Magánjogi Tanszék tanszékvezetője.
Fő kutatási területe a nemzetközi magánjogon belül a nemzetközi kötelmi jog, de közel száz magyar és idegen nyelvű publikációja szerteágazó és alapos kutatómunkáról tanúskodik.

## Művei
- A jogi személyek honossága különös tekintettel az amerikai embargó extraterritoriális hatályára (1984)
- A deliktuális felelősség nemzetközi magánjogi szabályozásának kialakulása (1986)
- A deliktuális felelősség kollíziós szabályainak fejlődése az Amerikai Egyesült Államokban (1986)
- A deliktuális felelősség kapcsoló szabályai az angol nemzetközi magánjogban (1986)
- A deliktuális felelősség a francia nemzetközi magánjogban (1988)
- A deliktuális felelősség a német nemzetközi magánjogban (1989)
- A deliktuális felelősség a nemzetközi magánjogban (1990)
- A szerződésen kívüli károkozásért fennálló felelősség nemzetközi magánjogi szabályainak gyakorlati és elméleti kérdései néhány európai ország jogában (1990)
- A deliktuális felelősség a magyar nemzetközi magánjogban (1990)
- Külkereskedelem és jog (1991)
- Kommentár a versenytörvényről és az ártörvényről (1991)
- A külkereskedelmi tevékenység jogi kézikönyve (Bobrovszky Jenővel, 1991)
- Az Európai Közösségek Egyezménye a szerződéses kötelmekre alkalmazandó jogról I.-II. (1992)
- A magyar nemzetközi magánjog a rendszerváltás után (1992)
- Az Európai Közösségek Egyezménye a szerződéses kötelmekre alkalmazandó jogról (1993)
- Az Európai Közösség kereskedelmi joga (1994, 1996)
- A szabad gazdasági övezetek joga Oroszországban (1994)
- Újabb fejlemények a német és az angol nemzetközi magánjogban a deliktuális felelősség körében (1996)
- Magyar nemzetközi kollíziós magánjog (1997, 2001-2004)
- Fogyasztóvédelem és nemzetközi magánjog (1997)
- Eljárási jogi kérdések (1997)
- A kötelmi jog szabályai (1997, 2010)
- Magyarország és az Európai Unió (1998)
- A külgazdasági kapcsolatok jogi szabályozása (1998)
- Magyar nemzetközi kollíziós magánjog (1999)
- A fogyasztóvédelem az új nemzetközi magánjogi szerződési szabályok tükrében (1999)
- Új szakkönyv a nemzetközi gazdasági kapcsolatok jogáról (2000)
- Az európai közösség kereskedelmi joga (2000)
- Szászy István (1899-1976) (2001)
- A nemzetközi magánjogi kódex újabb módosítása elé (2001)
- Gondolatok a közrend szerepéről (2003)
- Az uniós csatlakozás hatása a nemzetközi szerződési jogunkra (2004)
- A deliktuális felelősségre vonatkozó kollíziós szabályok az uniós csatlakozás után (2004)
- Magyar nemzetközi kollíziós magánjog: európai jogi kitekintéssel (2005-2006)
- A közlekedési balesetekre alkalmazandó jog (2006)
- Búcsú a kedvezőbb jog elvétől a nemzetközi magánjogban (2007)
- A jogválasztás a nemzetközi deliktuális jogban, különös tekintettel a Róma II. rendelet tervezetére (2007)
- A Római Egyezmény alkalmazásának elméleti és gyakorlati kérdései, valamint az Egyezmény várható reformja (2008)
- A közösségi jog hatása a társaságok személyes jogának meghatározására (2008)
- Az európai kollíziós jog magyarul: nyelvi pontatlanságok a Róma I. rendeletben (2009)
- A jogválasztás a nemzetközi deliktuális jogban, különös tekintettel a Róma II. rendeletre (2009)
- Európai és magyar nemzetközi kollíziós magánjog (2010)
- A családi jogviszonyok szabályai a magyar nemzetközi kollíziós magánjogban (2010)
- Nemzetközi magánjogi szabályok az újkori magánjogi kodifikációkban (2011)
- Nemzeti tradíció, modernizáció és európai jogegységesítés (2011)
- Magyar Jog (2011-2013)
- Nemzetközi magánjogi szabályok a korai kodifikációkban (2012)
- Hatályba lépett az új lengyel nemzetközi magánjogi törvény (2012)
- Európai kollíziós jog: korszak és paradigmaváltás a nemzetközi magánjogban (2012)
- Joghatóság versus állami immunitás a XXI. században (2013)
- Nemzetközi Magánjog (2014-2015, 2017-2018)
- A csalárd kapcsolás a tagállami- és az uniós nemzetközi magánjogban (2014)
- A Róma II. rendelet különös tekintettel a személyiségi jogsértésekre (2016)
- A jogrendszerek versenye és a nemzetközi magánjog (2016)
- A vissza- és továbbutalás szabályozása az új nemzetközi magánjogi törvényben (2017)
- A jogválasztás az új nemzetközi magánjogi törvényjavaslatban (2017)
- A renvoi szabályozása az új nemzetközi magánjogi törvényben (2018)
- Általános részi jogintézmények szabályozása a régi és az új nemzetközi magánjogi Kódexben (2018)
- A külföldi jog alkalmazása (2018)
- A hazafelé törekvés a régi és az új nemzetközi magánjogi kódexben (2019)
- A modern magyar nemzetközi magánjog elméleti megalapozása Szászy István munkásságában (2021)
- Mádl Ferenc az egyetemes és európai értékek "vigyázó őrzője" (2022)
- Nyelvi kérdések a nemzetközi kereskedelmi választottbíráskodásban (2023)

## Díjai
- Pázmány Plakett (2015)[5]
- A Magyar Érdemrend lovagkeresztje (2021)[6]